# دوري كرة القدم النرويجي الدرجة الأولى 1984
دوري كرة القدم النرويجي الدرجة الأولى 1984 (بالنرويجية: 2. divisjon fotball for menn 1984) هو الموسم 36 من الدوري النرويجي الدرجة الأولى. أشرف على تنظيمه اتحاد النرويج لكرة القدم، وكان عدد الأندية المشاركة فيه 24، وفاز فيه نادي ميوندالن.